# Northville (Michigan)
Northville è una città della Contea di Wayne, nello Stato del Michigan. La popolazione nel 2010 era di 5 970 abitanti. Fa parte della periferia di Detroit. Parte della città è nella contea di Oakland, ed è circondata dalla città di Novi.